# Mongrando
Mongrando (piemontiul: Mongrand) település Olaszországban, Piemont régióban, Biella megyében. Lakosainak száma 3598 fő (2023. január 1.). Mongrando Camburzano, Graglia, Netro, Ponderano, Zubiena, Donato, Borriana, Occhieppo Inferiore és Sala Biellese községekkel határos.

## Népesség
A település lakossága az elmúlt években az alábbi módon változott:
| Lakosok száma | 3849 | 3800 | 3598 |
|               | 2017 | 2018 | 2023 |